# Joséphine Baker
  Joséphine Baker    (Saint Louis, 3 de juny de 1906 - París, 12 d'abril de 1975), va ser una cantant, ballarina, actriu, vedet principal, membre de la resistència francesa, francmaçona i activista pels drets civils estatunidenca nacionalitzada francesa. La seva carrera es va centrar a Europa, principalment a França. Va ser la primera dona negra que va protagonitzar una pel·lícula cinematogràfica important, la pel·lícula muda de 1927 La Sirène des tropiques, dirigida per Mario Nalpas i Henri Étiévant.
Durant la primera etapa de la seva carrera artística, Baker va ser reconeguda com a ballarina i va ser una de les intèrprets més famoses en encapçalar les revistes del Folies Bergère a París. La seva actuació a la revista Un vent de folie (1927) va causar sensació a París. El seu vestit, format només per una faldilla curta de plàtans artificials i un collaret de perles, es va convertir en una imatge icònica i un símbol de l'Era del Jazz i de la dècada del 1920. Baker va ser celebrada per artistes i intel·lectuals de l'època, que la van batejar amb noms com la «Venus Negra», la «Perla Negra», la «Venus de Bronze» i la «Deessa Criolla».
Nascuda a Saint Louis, Missouri, va renunciar a la seva ciutadania estatunidenca i es va convertir en ciutadana francesa després del seu matrimoni amb l'industrial francès Jean Lion el 1937. Va criar els seus fills a França; «J'ai deux amours, mon pays et Paris» (Tinc dos amors, el meu país i París), va dir una vegada Baker.
Va ser coneguda per tenir un paper important en la resistència francesa durant la Segona Guerra Mundial. Després de la guerra, els militars francesos li van concedir la Creu de Guerra 1939-1945 i va ser nomenada Dama de la Legió d'honor pel general Charles de Gaulle.
Després va utilitzar la seva gran popularitat en la lluita contra el racisme i per a l'emancipació dels afroamericans. Baker es va negar a actuar en espectacles segregats als Estats Units d'Amèrica i va destacar per les seves contribucions al moviment pels drets civils. El 1968, després de l'assassinat de Martin Luther King Jr., Coretta Scott King li va oferir el lideratge no oficial del moviment als Estats Units. Després de rumiar-s'ho bé, Baker va rebutjar l'oferta pensant en el benestar dels seus fills.

## Biografia

### Infància
Freda Josephine McDonald, més coneguda com a Joséphine Baker, nascuda a Saint Louis, Missouri (Estats Units d'Amèrica), va ser una cantant i ballarina estatunidenca nacionalitzada francesa el 1937, mestissa d'afroamericà i nadiu americà. Probablement descendia d'Eddie Carson, un músic ambulant. Com a artistes, els seus pares cantaven i tenien un número de ball junts, però Eddie Carson va abandonar la seva família el 1907. Carrie McDonald, la seva parella, es va tornar a casar amb un treballador, Arthur Martin.

La jove va passar una part de la seva infància alternant l'escola i fent tasques domèstiques per a persones riques, on la seva mare l'enviava a treballar.

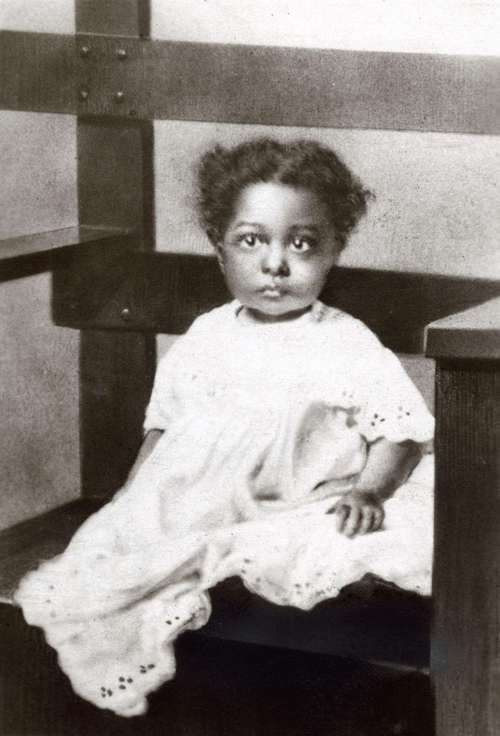
Freda Josephine McDonald de petita
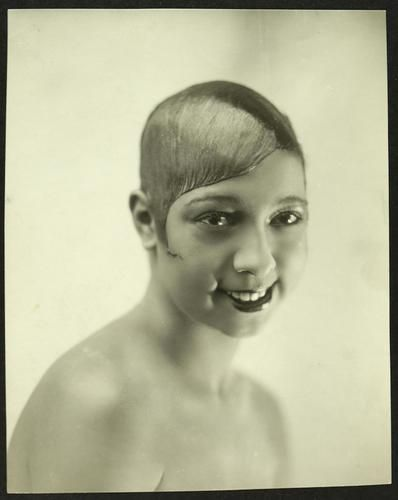
Joséphine Baker (fotografia de Henri Manuel)

En aquell moment, Josephine Baker no tenia cap altra opció que la de contribuir, a través del seu salari, a mantenir els seus germans dels quals ella era la gran. La família era molt pobra i va augmentar encara més; Carrie i Arthur van tenir tres fills: Richard, Margaret i Willie Mae, que també havien de ser alimentats. Joséphine va deixar l'escola el febrer de 1920 per casar-se, tal com indiquen els registres de l'establiment públic al qual va assistir a Saint Louis, amb Willie Wells. Ell i Joséphine, que aleshores tenia 13 anys, van viure a la casa dels pares d'ella.

### Inicis al music-hall

#### Artista de carrer
Després de finalitzar el seu primer matrimoni el 1920, Joséphine Baker, qui ballava des de ben petita, es va unir a un trio d'artistes de carrer anomenat Jones Family Band, que posteriorment es va integrar al grup itinerant Dixie Steppers. Va ser quan la seva gira es va aturar a Filadèlfia que Joséphine va conèixer Willie Baker, amb qui es va casar el 1921 i amb qui es va establir. Per guanyar-se la vida, ballava al Standard Theatre, on guanyava 10 dòlars a la setmana.

#### Ballarina a Broadway
Però Josephine Baker pensava en gran, i les ganes de ballar a Broadway l'empenyen, amb prou feines als 16 anys, a deixar el seu segon marit per anar a provar sort a Nova York. Un cop allà, no triga en aparèixer a la sala de música de Broadway del carrer 63, el Daly's 63rd Street Theatre. Aquí, va patir diverses negatives del director abans que finalment li oferís un petit paper. Es va unir a la companyia del musical Shuffle Along, una comèdia musical molt popular en aquell temps interpretada només per afroamericans. Després de dos anys de gira, va deixar l'espectacle i es va unir amb els Chocolate Dandies, que al seu torn va deixar per entrar al Plantation Club, on coneix Caroline Dudley Reagan. Aquesta socialista, esposa de l'agregat comercial de l'ambaixada estatunidenca a París, Donald J. Reagan, va veure en Joséphine Baker un gran potencial i li va oferir un salari de 250 dòlars a la setmana si acceptava seguir-la a França, on Reagan volia muntar un espectacle en què Joséphine Baker seria l'estrella i que la faria famosa: la Revue nègre (la Revista negra).

### Viatge a França
El 25 de setembre de 1925, el Berengaria, el vaixell en què Joséphine Baker va fer la travessia, va arribar al port de Cherbourg. En el moment que arriba a París comença a assajar. El 2 d'octubre de 1925 es va estrenar la Revue nègre al Théâtre des Champs-Élysées. Vestida amb una senzilla faldilla de plàtans falsos, balla a ritme de xarleston (música llavors desconeguda a Europa) la interpretació d'un quadre anomenat La Danse sauvage (La dansa salvatge).

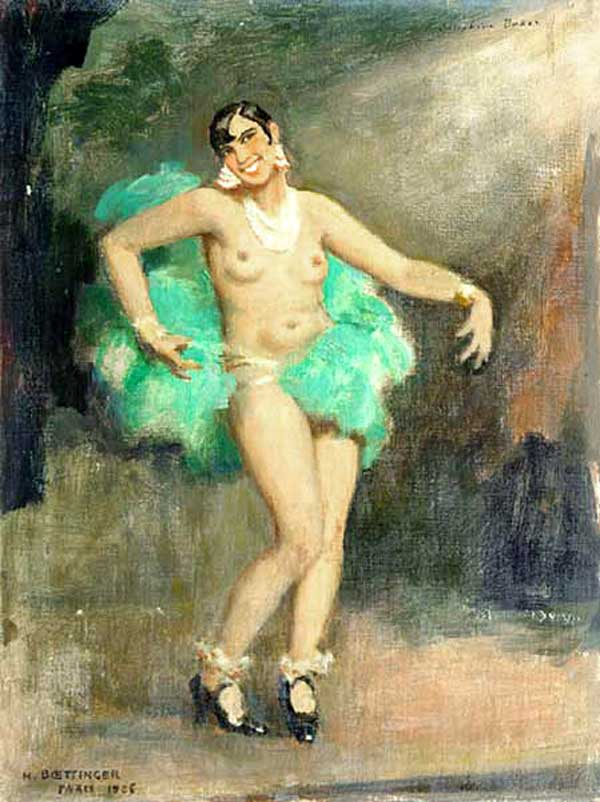
Retrat de Joséphine Baker, d'Hugo Boettinger (1925)
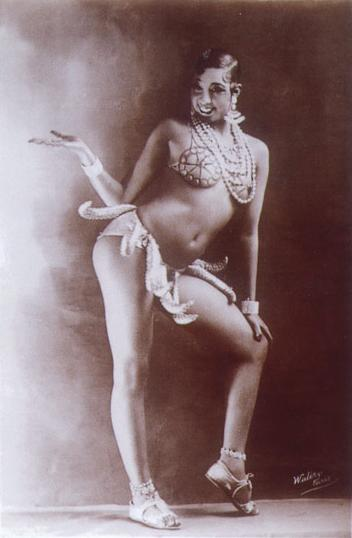
Fotografia de Joséphine amb el seu vestit més famós: la llegendària «faldilla de plàtans» (fotografia de Waléry)
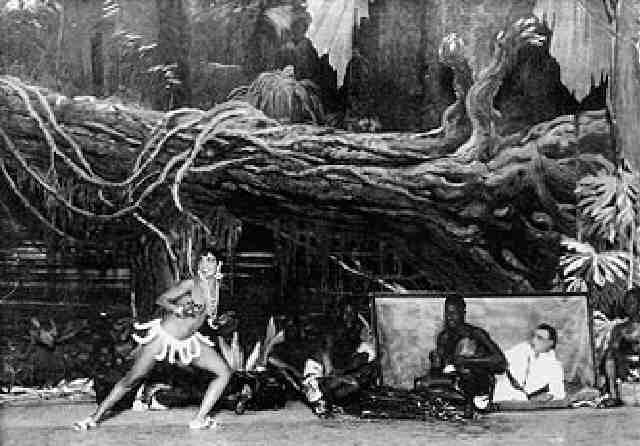
Josephine Baker ballant La Danse sauvage

L'escàndol va deixar pas ràpidament a l'entusiasme general. Es va convertir en la musa dels cubistes, que veneren el seu estil i les seves formes, i va despertar l'entusiasme dels parisencs pel jazz i les músiques negres. En aquell moment, va conèixer Georges Simenon, qui la va contractar com a secretària.

#### LaRevue nègre
L'èxit aconseguit per Joséphine Baker en la Revue nègre formava part de la «visió benèvola i condescendent cap als negres (o els colonitzats en general)» dels francesos de la dècada del 1920, «que va succeir als discursos de la por al salvatge, més característic de la Belle Époque», segons Sophie Jacotot. Tanmateix, és just dir que aquest personatge del «salvatge» va permetre convertir Josephine Baker en la pionera del que alguns qualifiquen com a «renaixement negre» basat en una barreja de jazz, dadaisme, art negre i cubisme.

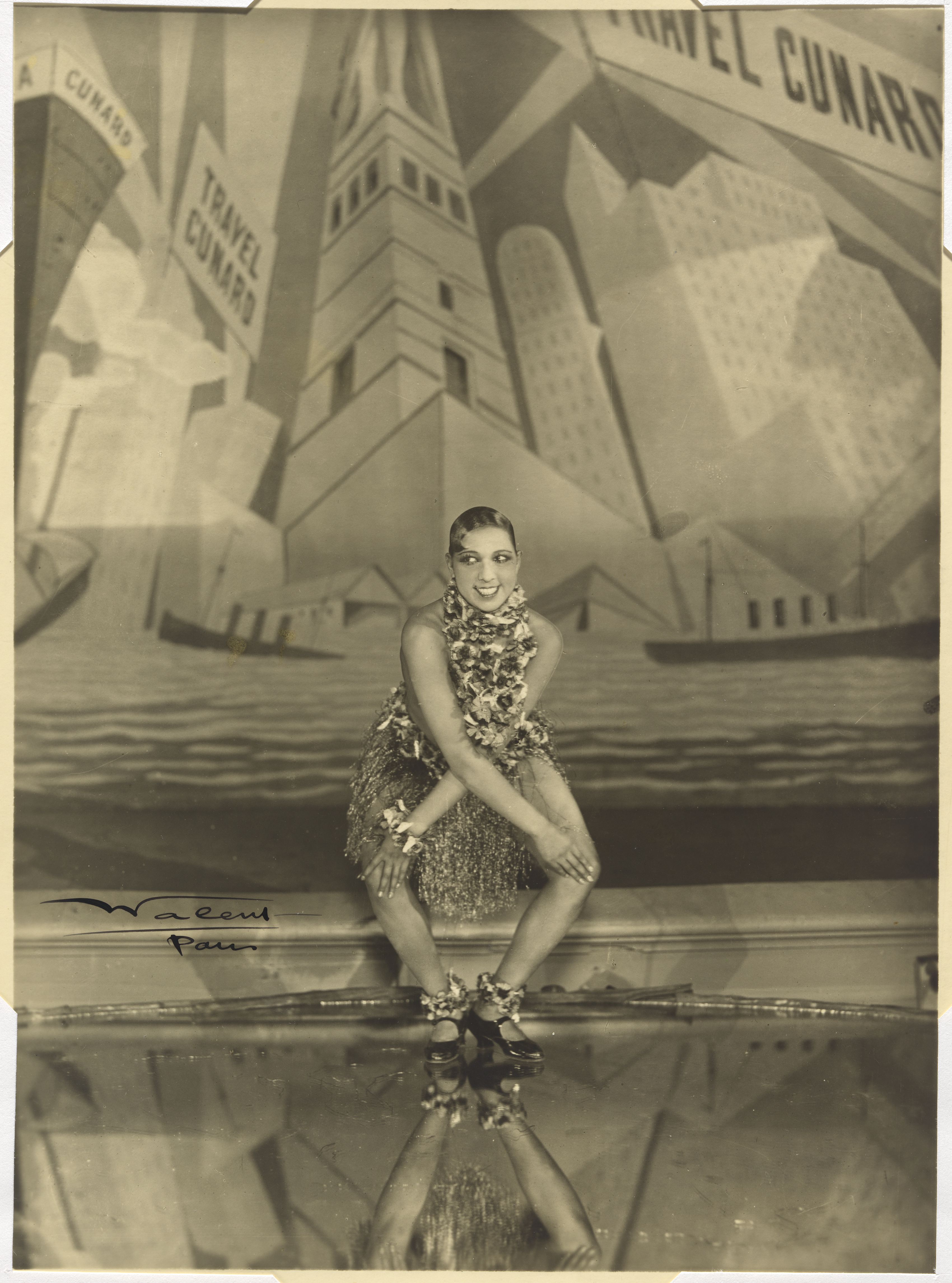
Joséphine Baker ballant el xarleston al teatre Folies Bergère de París en l'espectacle Revue nègre 1926 (fotografia de Waléry)
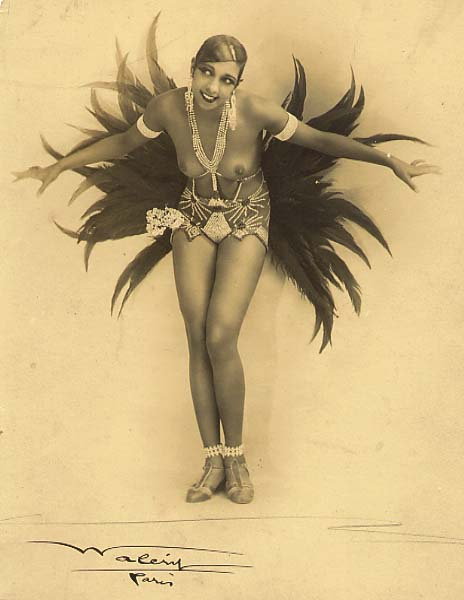
Joséphine Baker ens La Revue des Revues, 1927 (fotografia de Waléry)
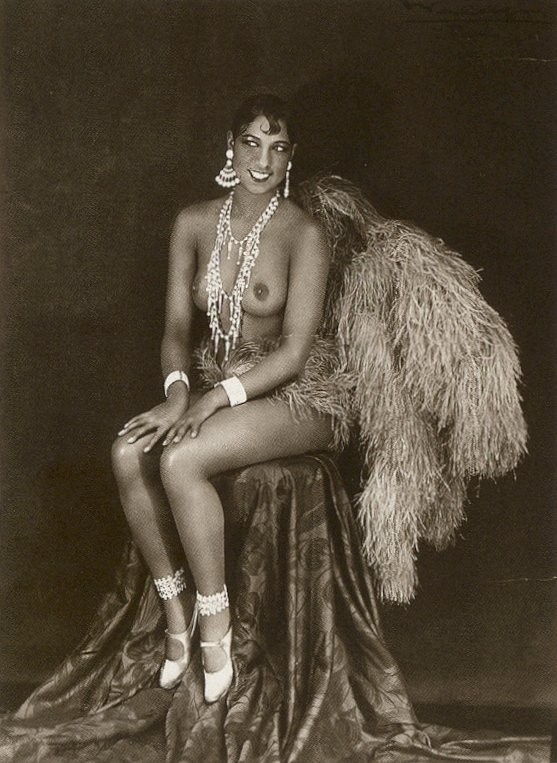
Amb una roba burlesque, 1927 (fotografia de Waléry)
- Arribada de Joséphine Baker a La Haia, 1928
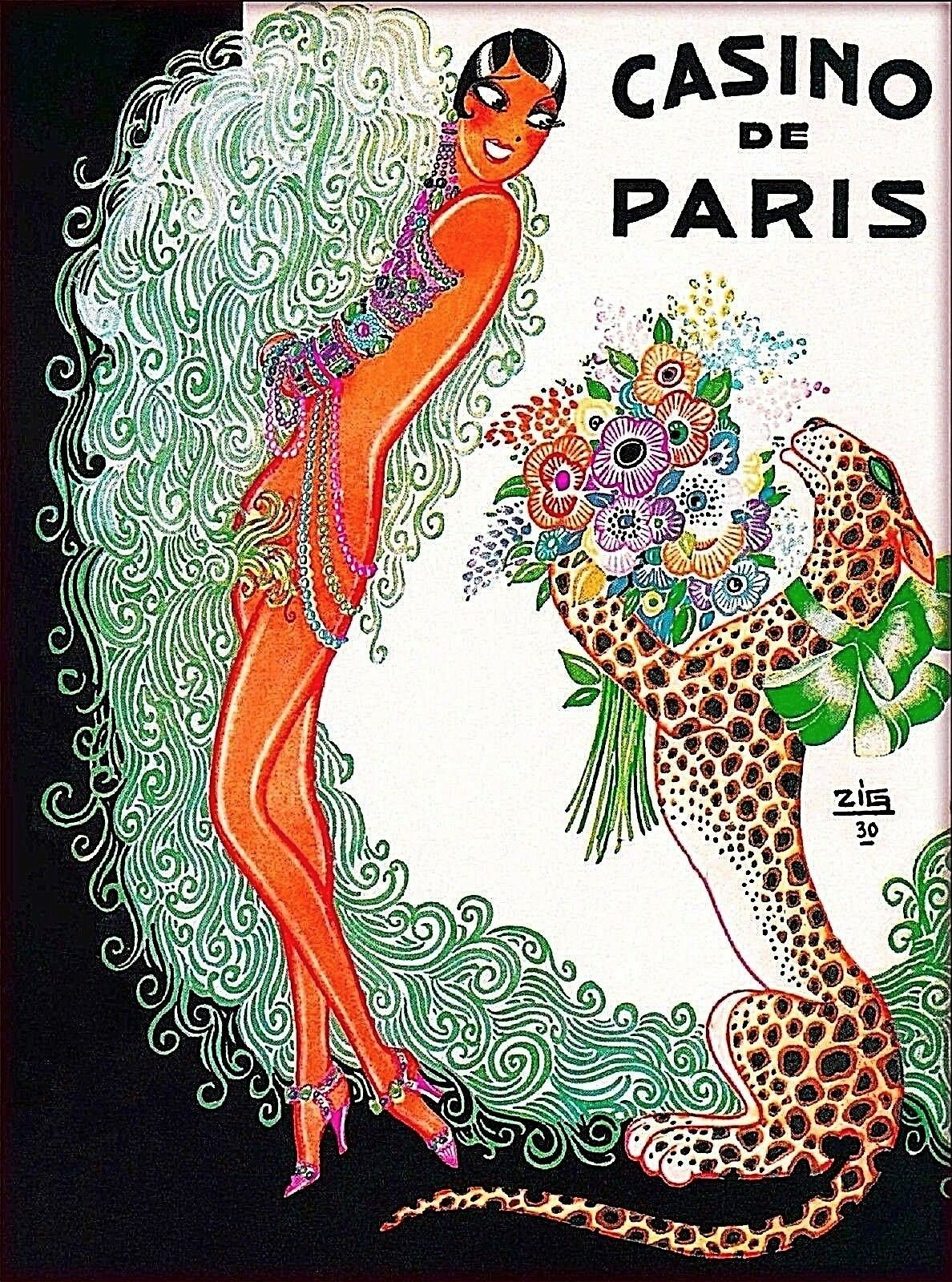
Representació, dibuixada per Louis Gaudin, de Baker amb un guepard amb un ram de flors, 1930

El 1926 va conèixer un antic picapedrer de Sicília, sovint considerat un «gigoló», Giuseppe Abatino (també conegut amb el nom de «Pepito»), amb qui va iniciar una relació que va durar fins al 1936. Durant aquest període, ell va ser el seu impresari, el seu gerent i el seu mentor. La seva relació es correspon amb el període de l'ascensió de Joséphine Baker.
Després d'una gira per Europa, Joséphine Baker va dirigir una revista al teatre Folies Bergère el 1927 acompanyada d'un guepard, que va terroritzar l'orquestra i va fer estremir el públic. Aquell mateix any, la jove estrella va començar a cantar i, seguint els consells de Giuseppe, va participar en la pel·lícula La Sirène des tropiques (1927). Giuseppe va obrir el club «Chez Joséphine» i va organitzar la gira mundial de la cantant el 1928.

#### Magie noire
En aquella època, Baker va ser la inspiració d'un dels vuit contes de Magie Noire (1928) de Paul Morand, que presenta la ballarina com una afroamericana del Congo, iniciada en pràctiques de vodú al Harlem de la dècada del 1920; en aquesta obra marcada per la fantasia i l'erotisme, l'escriptor fa un homenatge a la cultura negra, en un moment en què «l'art negre» estava de moda en determinats cercles artístics i socials.

#### J'ai deux amours
Henri Varna, director del Casino de París, a través del seu impresari Émile Audiffred, la va contractar per dirigir la revista de la temporada 1930-1931 i li va comprar un guepard, anomenat Chiquita. El 1931 va assolir un èxit inoblidable amb la cançó J'ai deux amours (Tinc dos amors), composta per Vincent Scotto.
Alguns cineastes li ofereixen papers en pel·lícules, com ara Marc Allégret. A continuació, va intrepretar dues pel·lícules dedicades a ella i per les quals Abatino va escriure el guió: Zouzou (1934) amb Jean Gabin i la famosa cançó Fifine (composta per Vincent Scotto, Henri Varna i Émile Audiffred), i la Princesse Tam Tam (1935), que no va assolir el reconeixement esperat. En canvi, en els espectacles de music hall reuneix un públic més nombrós, cantant i ballant fins i tot el tango Voluptuosa de José Padilla.
La seva gira pels Estats Units d'Amèrica de 1936 tampoc no va tenir l'èxit esperat. Amèrica és escèptica i alguns li retreuen que parli de vegades en francès o en anglès amb accent francès. «Pepito» i Joséphine Baker se separen després del fracàs d'aquestes Ziegfeld Follies.
Va tornar a França i va adquirir la nacionalitat francesa casant-se el 30 de novembre de 1937 a Crèvecœur-le-Grand amb el jove empresari del sucre Jean Lion (l'empresa Jean Lion et Compagnie encara existeix), ja que Giuseppe Abatino va morir de càncer la tardor de 1936. Jean Lion era jueu i va començar a patir persecucions antisemites. La nova parella es va mudar al Château des Milandes, a la Dordonya.

### Al servei de la França Lliure
Des del començament de la Segona Guerra Mundial, el setembre de 1939, Joséphine Baker es va convertir en una agent de contraespionatge, contractada per Jacques Abtey (cap del contraespionatge militar a París). Amb aquesta finalitat va freqüentar l'alta societat de París i es va mobilitzar per la Creu Roja. Després de la batalla de França, es va allistar el 24 de novembre de 1940 als serveis secrets de la França Lliure, també sota el comandant Abtey, qui va romandre com a oficial dels serveis secrets fins a l'Alliberament, a França i al nord d'Àfrica, on Baker estava sota la protecció de Si Ahmed Belbachir Haskouri, cap del gabinet califal del Marroc espanyol.
Instal·lada al Marroc entre 1941 i 1944, va donar suport a les tropes aliades i estatunidenques, i va emprendre una llarga gira en jeep (des de Marràqueix fins al Caire), i després al Pròxim Orient (des de Beirut fins a Damasc), recollint tota la informació que podia dels oficials que coneixia.

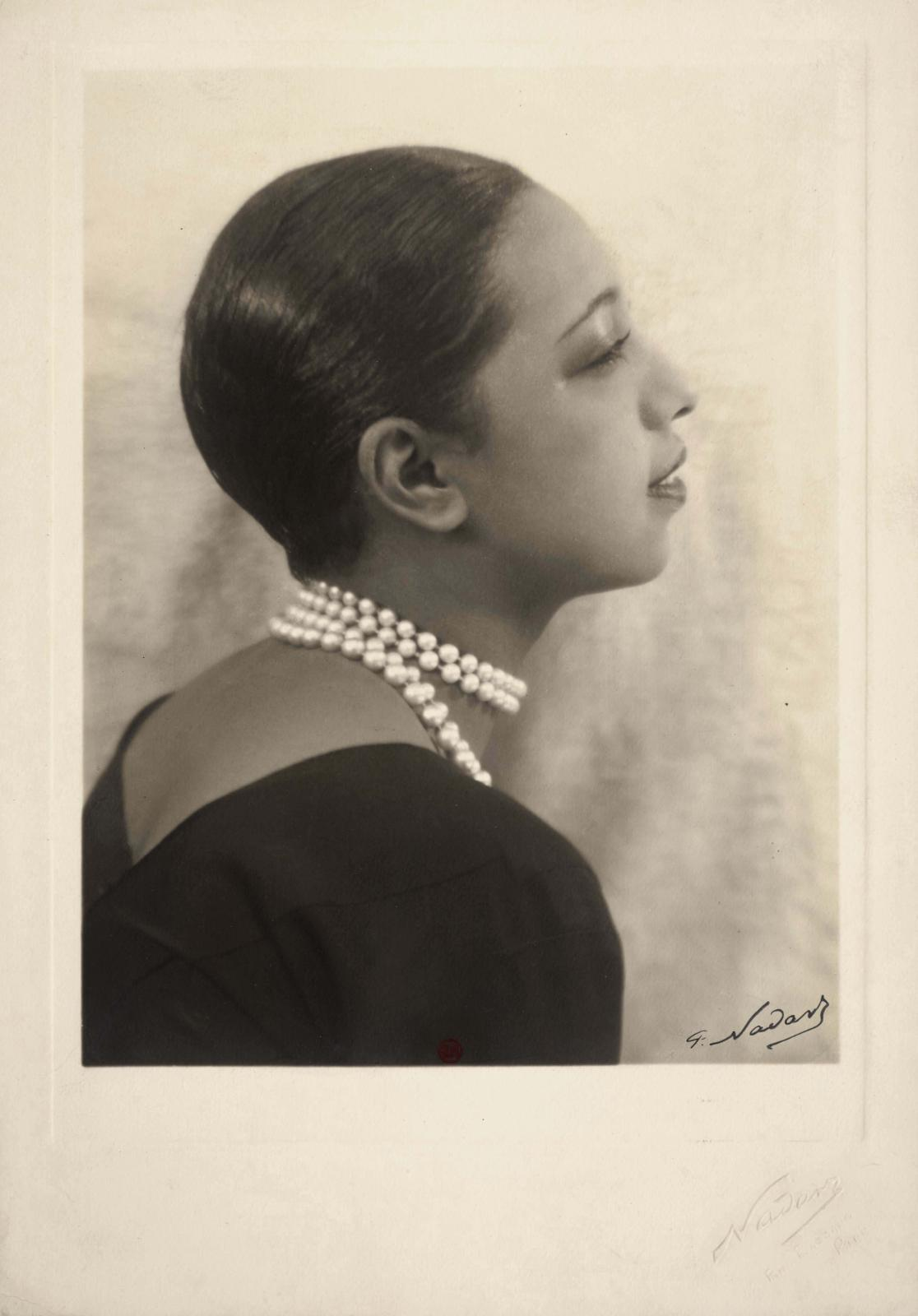
Joséphine Baker, 1930 (fotografia de Paul Nadar)
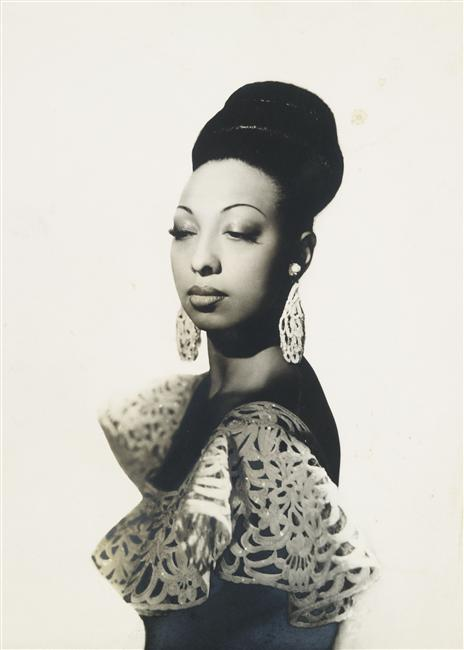
Joséphine Baker, 1939 (fotografia de l'estudi Harcourt)
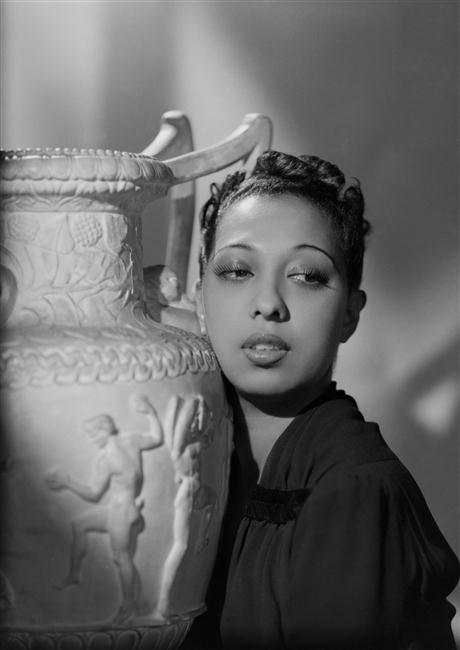
Joséphine Baker, 1940
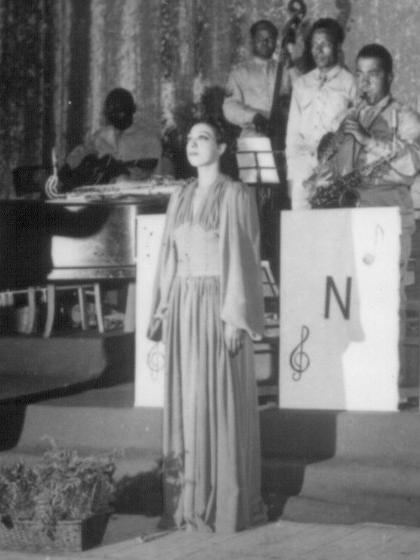
Joséphine Baker en un escenari d'Orà, 1943

Va realitzar missions importants durant la guerra i va utilitzar les seves partitures musicals per a ocultar missatges. Durant la seva primera missió a Lisboa, va amagar al sostenidor un microfilm que contenia una llista d'espies nazis, que va lliurar als agents britànics. Després es va unir a la força aèria francesa i va desembarcar a Marsella l'octubre de 1944.
Durant l'Alliberament, va continuar les seves activitats amb la Creu Roja, i va cantar per als soldats i resistents prop del front, seguint amb els seus músics el progrés del 1r Exèrcit francès. Les seves activitats durant la guerra li van valer, després de les hostilitats, la Medalla de la Resistència amb roseta (per decret del 5 d'octubre de 1946), i uns anys més tard la insígnia de Dama de la Legió d'Honor i de la Creu de Guerra 1939-1945 amb palma que rep de mans del general Martial Valin. Tota la seva acció com a resistent al servei de la França Lliure es detalla a l'obra de Charles Onana, Joséphine Baker contre Hitler.

### Ambaixadora de l'alta costura francesa
Joséphine Baker va ser una de les primeres ambaixadores de l'alta costura francesa, «sobretot després de la Segona Guerra Mundial. França era molt pobra, de manera que no hi havia molts diners per promocionar l'alta costura francesa. Tot i això, Joséphine Baker era molt bona amiga de Christian Dior i Pierre Balmain, i els encantava vestir-la. Així, quan va tornar dels Estats Units el 1949-1950, Josephine s'havia vestit, en un espectacle, a l'escenari, amb aquests fabulosos vestits».

### El seu somni d'una germanor universal
Després d'un embaràs en què Joséphine Baker va donar a llum un fill mort, va contraure una greu infecció postpart i va haver de sotmetre’s a una histerectomia a Casablanca el 1941.
Amb Jo Bouillon, amb qui es va casar el 1947, va comprar el Château des Milandes a la Dordonya, que havia llogat el 1937 i on va viure fins al 1969. Va acollir dotze nens de tots els orígens que havia adoptat i que ella anomenava la seva «tribu arc de Sant Martí».

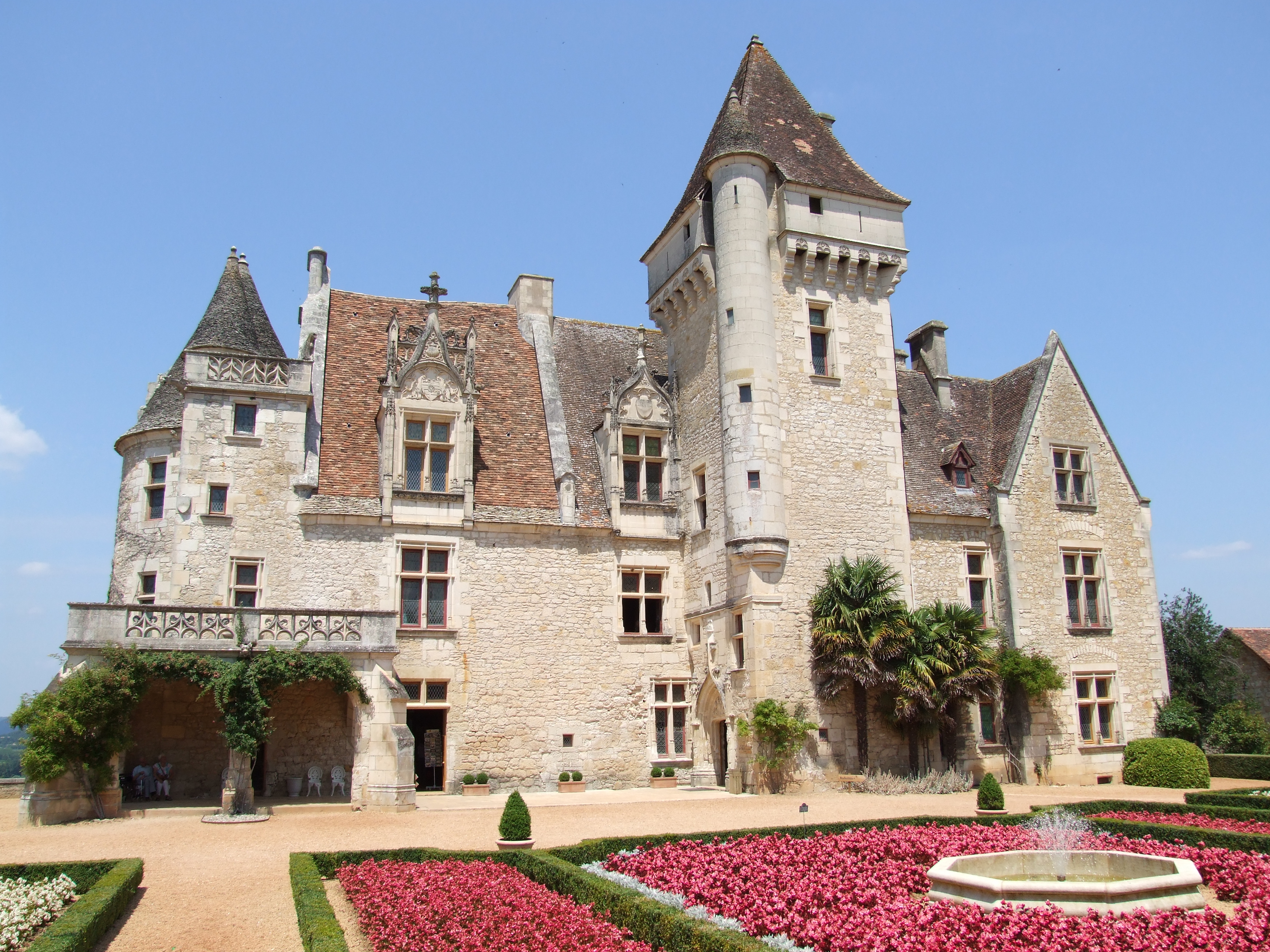
Château des Millandes, on Joséphine Baker va viure des del 1937 fins al 1969
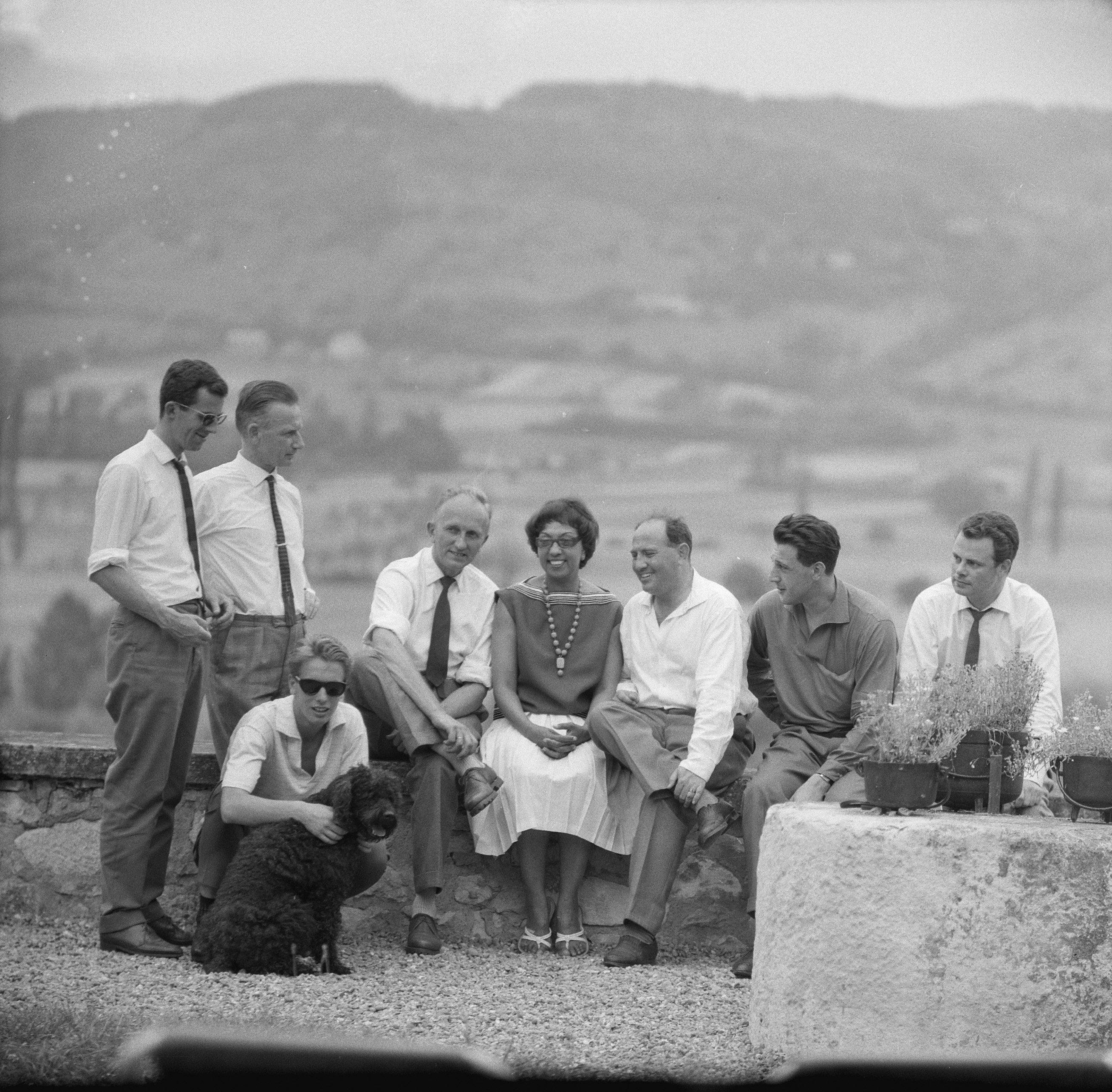
Joséphine Baker al Château des Millandes, 1961
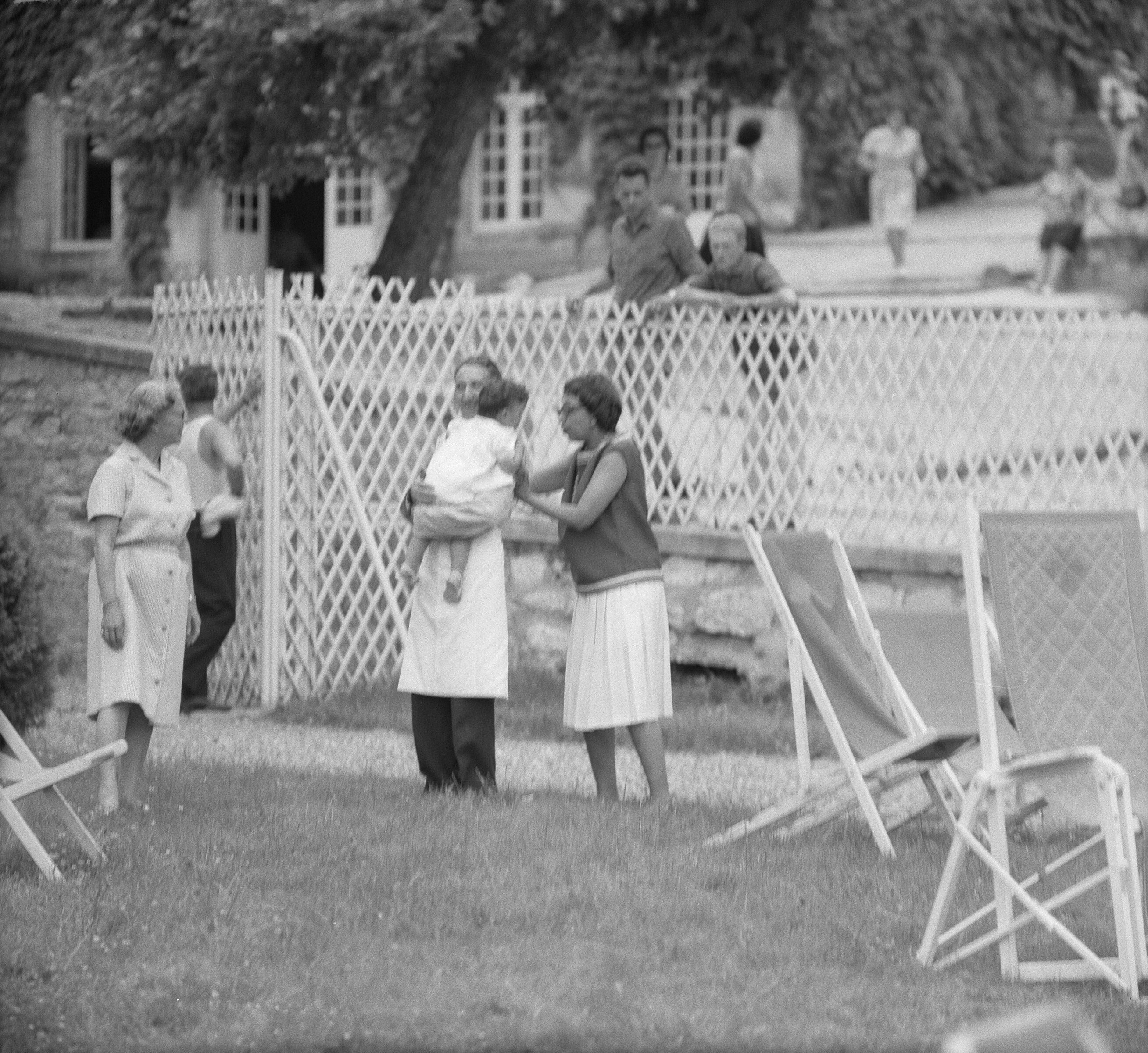
Joséphine Baker al Château des Millandes, 1961
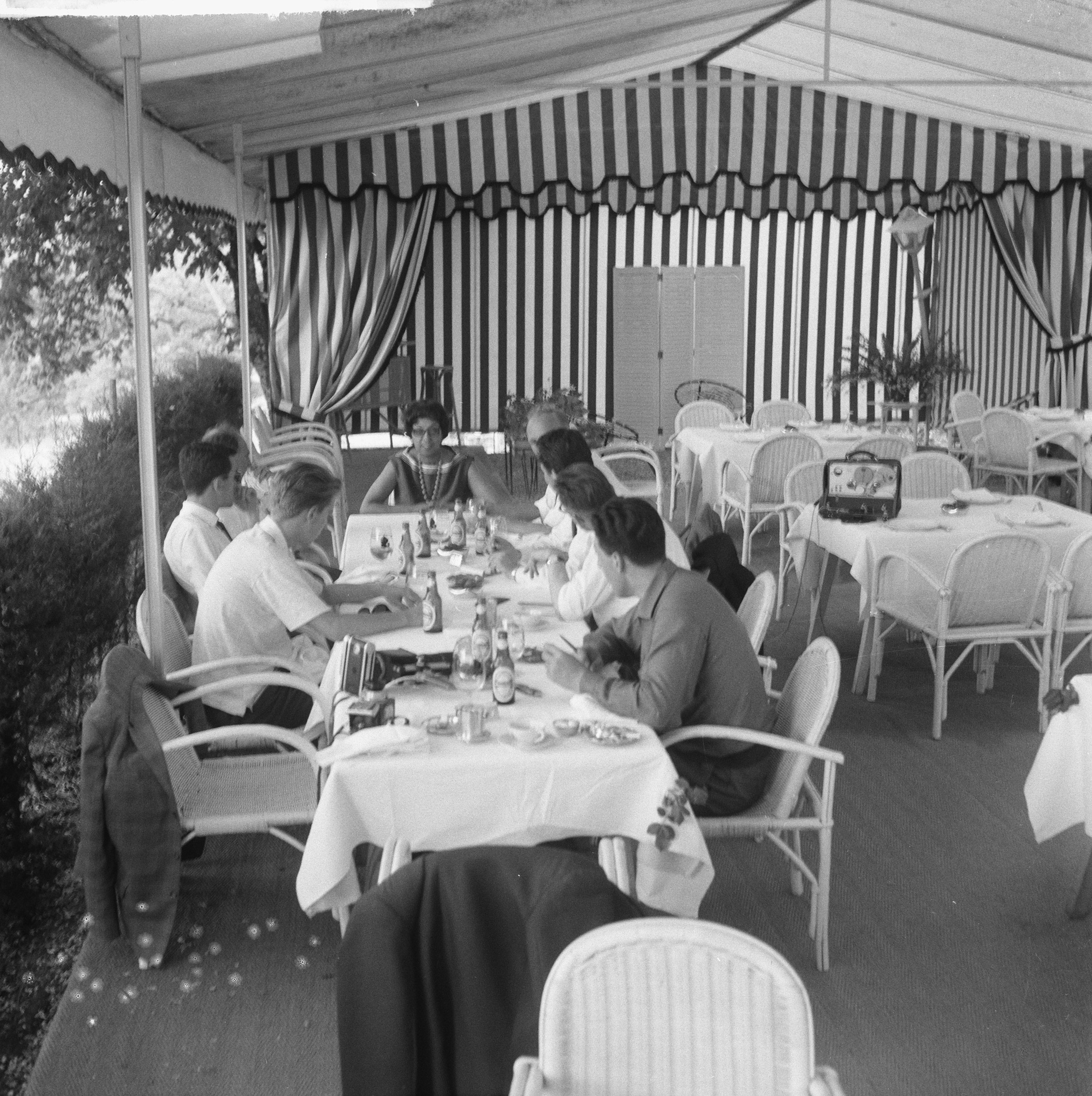
Joséphine Baker al Château des Millandes, 1961

Separada de Jo Bouillon el 1957 (la parella es va divorciar el 1961), es va gastar tota la seva fortuna en el Château des Milandes, on tenia treballant un nombrós personal, i va haver d'augmentar els seus concerts per continuar la seva obra.

### La causa dels afroamericans
Va tornar als Estats Units d'Amèrica el 1947 i el 1951 per intentar recuperar l'èxit. Allà, va ser víctima de la segregació racial, especialment durant l'incident del Stork Club el 16 d'octubre de 1951; mentre acusava el periodista present, Walter Winchell, de no haver-la defensat, aquest últim, molest, va decidir trencar la seva reputació, anomenant-la comunista i enemiga del poble negre.

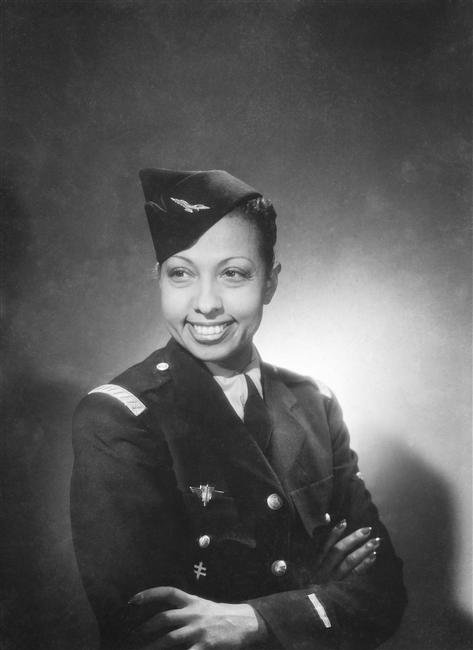
Joséphine Baker, 1948 (fotografia de l'estudi Harcourt)
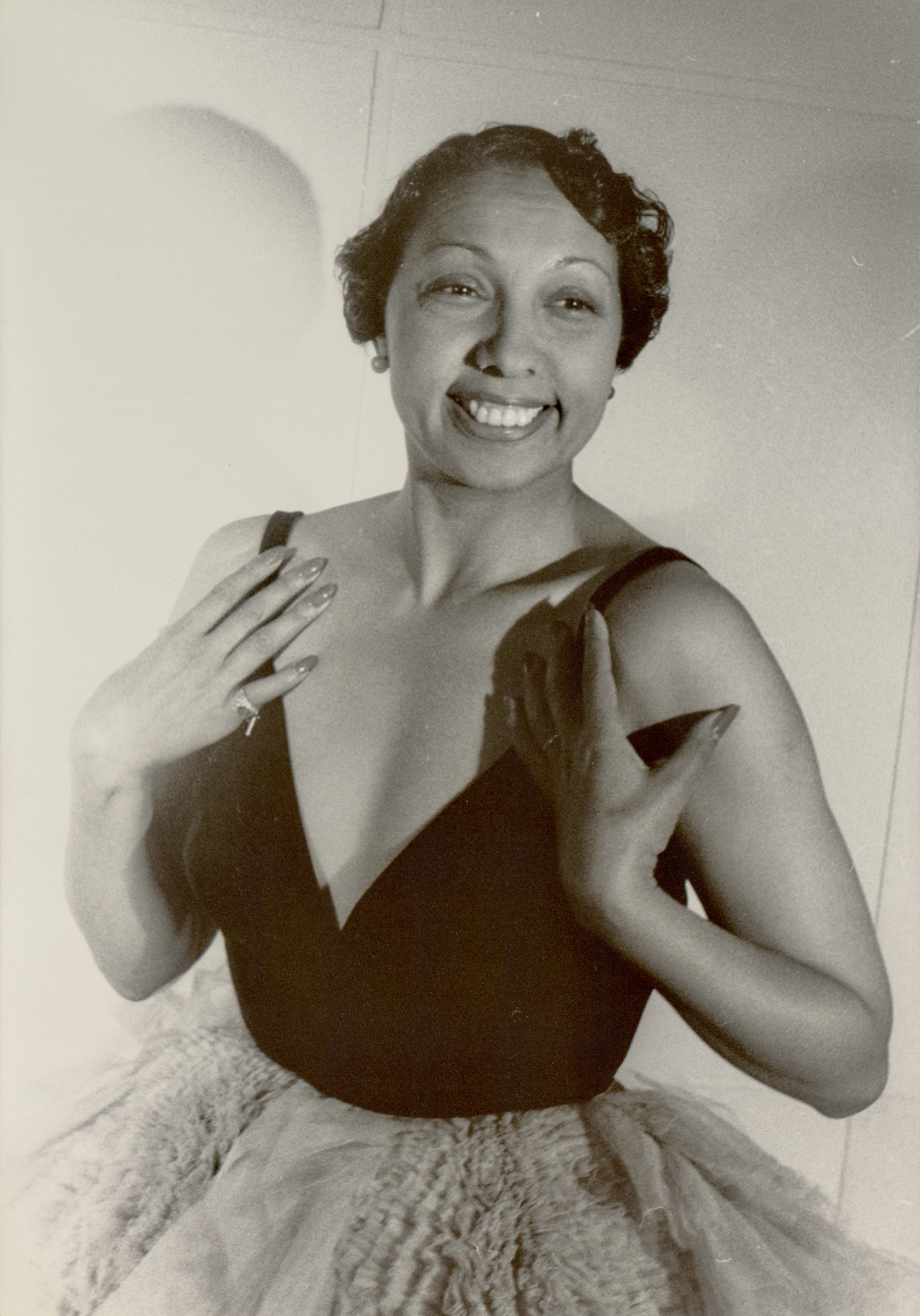
Joséphine Baker, 1949 (fotografiada per Carl Van Vechten)
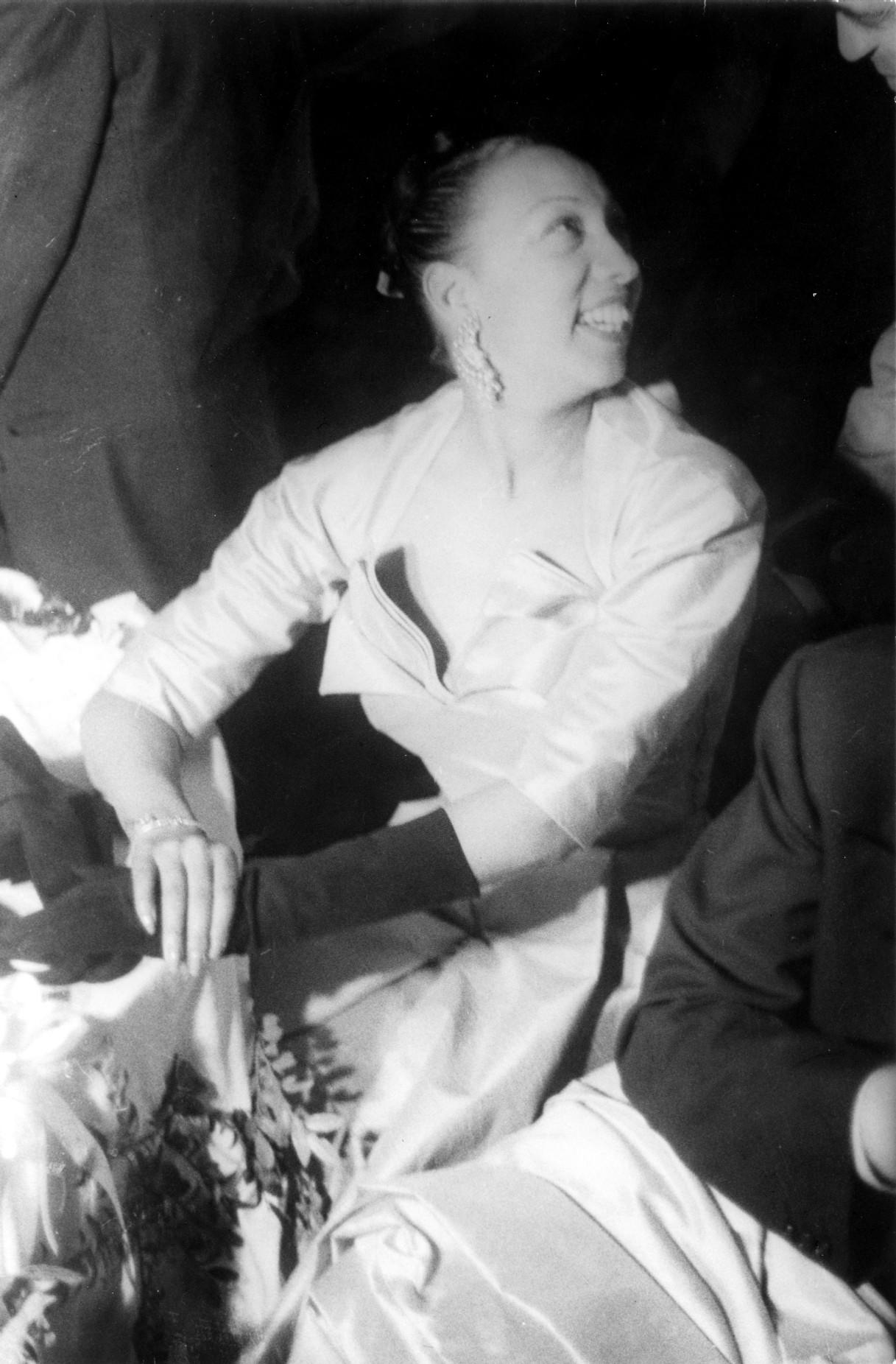
Joséphine Baker, 1951 (fotografiada per Carl Van Vechten)
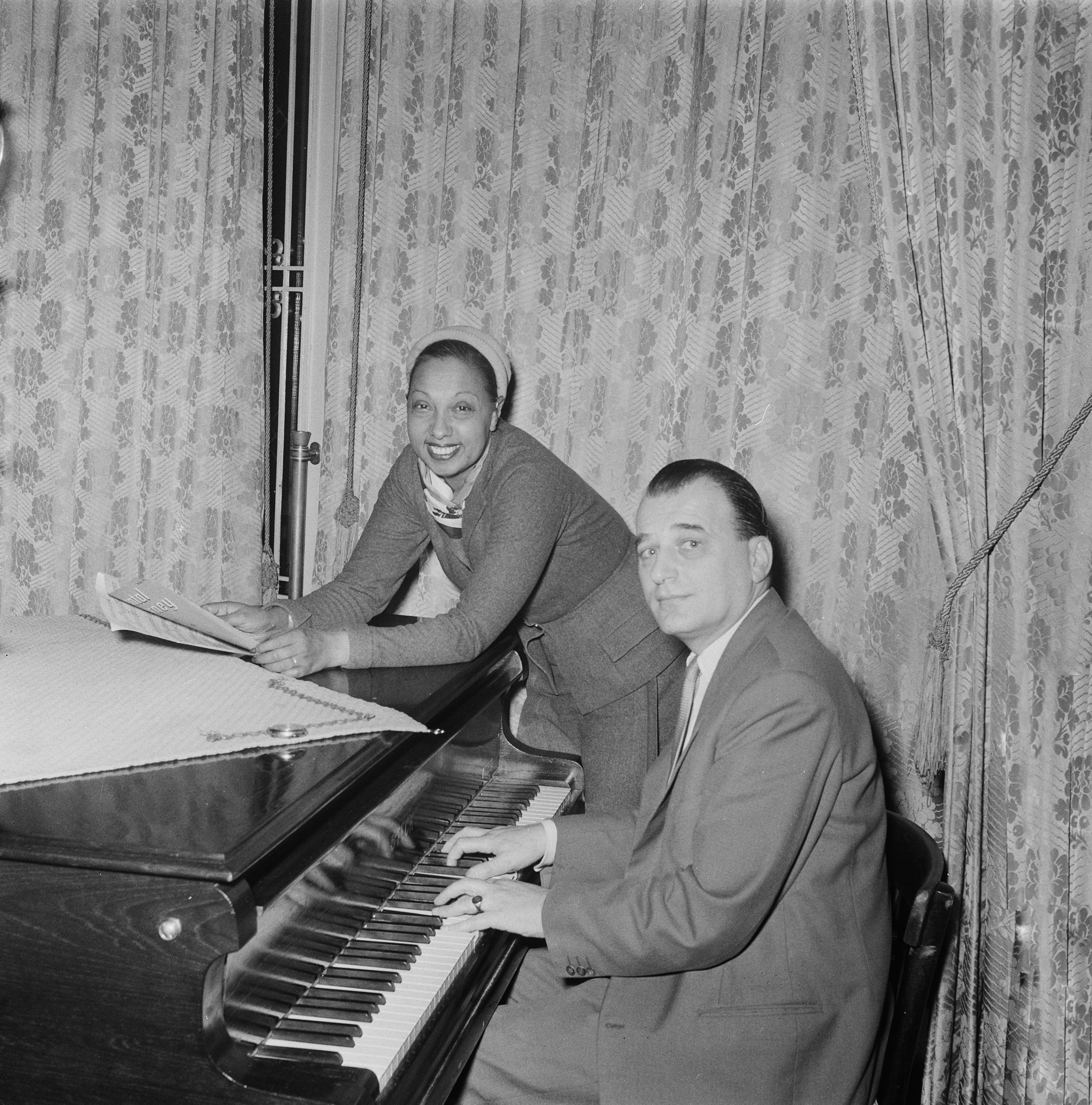
Joséphine Baker a Amsterdam, 1954

El 1955, va amplificar a Europa l'onada d'indignació suscitada per l'assassinat (al comtat de Tallahatchie, Mississipi, Estats Units d'Amèrica) del jove afroamericà Emmett Till, seguit de l'absolució dels dos assassins, i després de les seves confessions cíniques després del judici, un cop assegurada la impunitat. Joséphine Baker va ser iniciada el 6 de març de 1960 a la lògia maçònica «La Nouvelle Jerusalem» de la Gran Lògia femenina de França. El 1964, Joséphine va tornar als Estats Units per donar suport al moviment pels drets civils del pastor Martin Luther King. El 1963, va participar en la Marxa sobre Washington pel treball i la llibertat organitzada per Martin Luther King, durant la qual va pronunciar un discurs, vestida amb el seu antic uniforme militar i les seves medalles. En aquell moment, es va involucrar durant un temps en l'acció de LICA, que es va convertir en LICRA el 1979.

### Cuba
El 1931, el poeta Alejo Carpentier va publicar un article sobre la influència de la rumba cubana en les cançons de Joséphine Baker. Durant les seves gires per Llatinoamèrica, la cantant va actuar a Cuba el 1950, el gener de 1951 i després el gener de 1952, però durant aquesta última data es va enfrontar al racisme quan se li va negar una habitació a l'Hotel Nacional de Cuba. Dos mesos després, Fulgencio Batista va tornar al poder amb un cop d'estat. Joséphine Baker es va comprometre llavors a crear una organització a Llatinoamèrica contra el racisme; prop de la parella presidencial argentina, Juan i Eva Perón, va obrir una sucursal a Buenos Aires i va intentar estendre-la al subcontinent, en particular a Cuba. La rep Batista, però aquest últim, advertit per l'FBI i la màfia, la tracta amb menyspreu. El fet que activistes anti-Batista assisteixin als seus espectacles no ajuda a la seva situació. El 13 de febrer de 1953, mentre tornava a estar de gira a l'Havana, va tenir lloc una manifestació estudiantil al Malecón, reprimida violentament pel règim, i on va morir un jove. Les seves restes es van dipositar al gran amfiteatre de la universitat i Joséphine hi va per assistir a la vetlla del funeral. L'endemà, el cos és portat al cementiri durant una desfilada de desenes de milers de manifestants, encapçalats per Fidel Castro. Josephine Baker hauria decidit llavors oferir els beneficis d'un concert a la festa de Castro. El 18 de febrer va ser arrestada pels serveis d'intel·ligència militar de Batista, interrogada i finalment alliberada gràcies als diplomàtics francesos. Preguntada pel seu presumpte comunisme, ella ho nega, tot i que l'FBI indica que havia actuat a la SFIO durant el mandat del Front Popular i que havia visitat l'URSS el 1936. Va acabar la gira el mateix mes al Teatre Campoamor i promet no tornar a Cuba fins que caigui el règim de Batista.
El desembre de 1965 / gener de 1966 va ser convidada a Cuba per Castro, qui havia pres el poder uns anys abans. Hi són presents altres personalitats, com els escriptors Alberto Moravia i Mario Vargas Llosa i la parella Régis Debray i Elizabeth Burgos. Es va celebrar a l'Havana un important esdeveniment, una trobada de líders del Tercer Món (d'Àfrica, Àsia i Amèrica Llatina), la Conferència Tricontinental, en que participen 82 païsosi que té com a objectiu formar una aliança en contra del colonialisme i de l'imperialisme. L'FBI de Hoover, que té un fitxer sobre Josephine Baker pel seu suport als afroamericans, podria haver pensat que era l'enviada del general de Gaulle, en un context on França es planteja alliberar el seu país de l'OTAN. De la mateixa manera, el contraespionatge cubà tenia dubtes. En realitat, la seva presència era la continuació dels seus compromisos antiracistes. Ella va dir en una entrevista al diari Granma: «La Tricontinental és fantàstica amb aquesta gent de tots els països, tots els idiomes i tots els colors. És una oportunitat increïble de tenir un públic així. Tota la raça humana unida en una sola família». Abans de començar la conferència, coneix a Fidel Castro i l'adverteix que intentaran assassinar-lo. No se sap de qui va obtenir aquesta informació, però cal assenyalar que al mateix temps es van neutralitzar les xarxes anti-Castro i els intents d'atac. Baker va destacar pel seu entusiasme polític, cantant a la seu de la delegació nord-vietnamita, sent aclamada a la plaça de la Revolució i tocant al teatre Garcia Lorca davant de Castro. Una de les seves actuacions fins i tot s'emet en directe per la televisió cubana i enregistra un disc. Abans de marxar, Castro la convida a anar a la badia de Cochinos, on un desembarcament recolzat pels Estats Units havia fracassat el 1961. Davant dels periodistes, declara: «Estic contenta de ser la testimoni del primer gran fracàs de l'imperialisme americà!».
Abandona l'illa a finals de mes, però promet tornar al juliol, convidada per Castro a passar-hi les vacances amb els seus fills. Víctima de problemes de salut a l'intestí, va ser hospitalitzada en tornar a l'Hospital Americà de París. De Gaulle li envia una enorme corona de flors. A l'estiu torna a Cuba i es troba amb el Líder Máximo. Va rebre un certificat de tinent de les forces armades revolucionàries cubanes. El 1967, després de la mort de Che Guevara, va escriure una carta de condol a Castro.

### Anys difícils
El juny de 1964, Joséphine Baker, amb molts deutes i assetjada per les autoritats fiscals, va llançar una apel·lació per salvar la seva propietat a la Dordonya, on vivien els seus fills; finalment anuncia la subhasta del Château des Milandes.

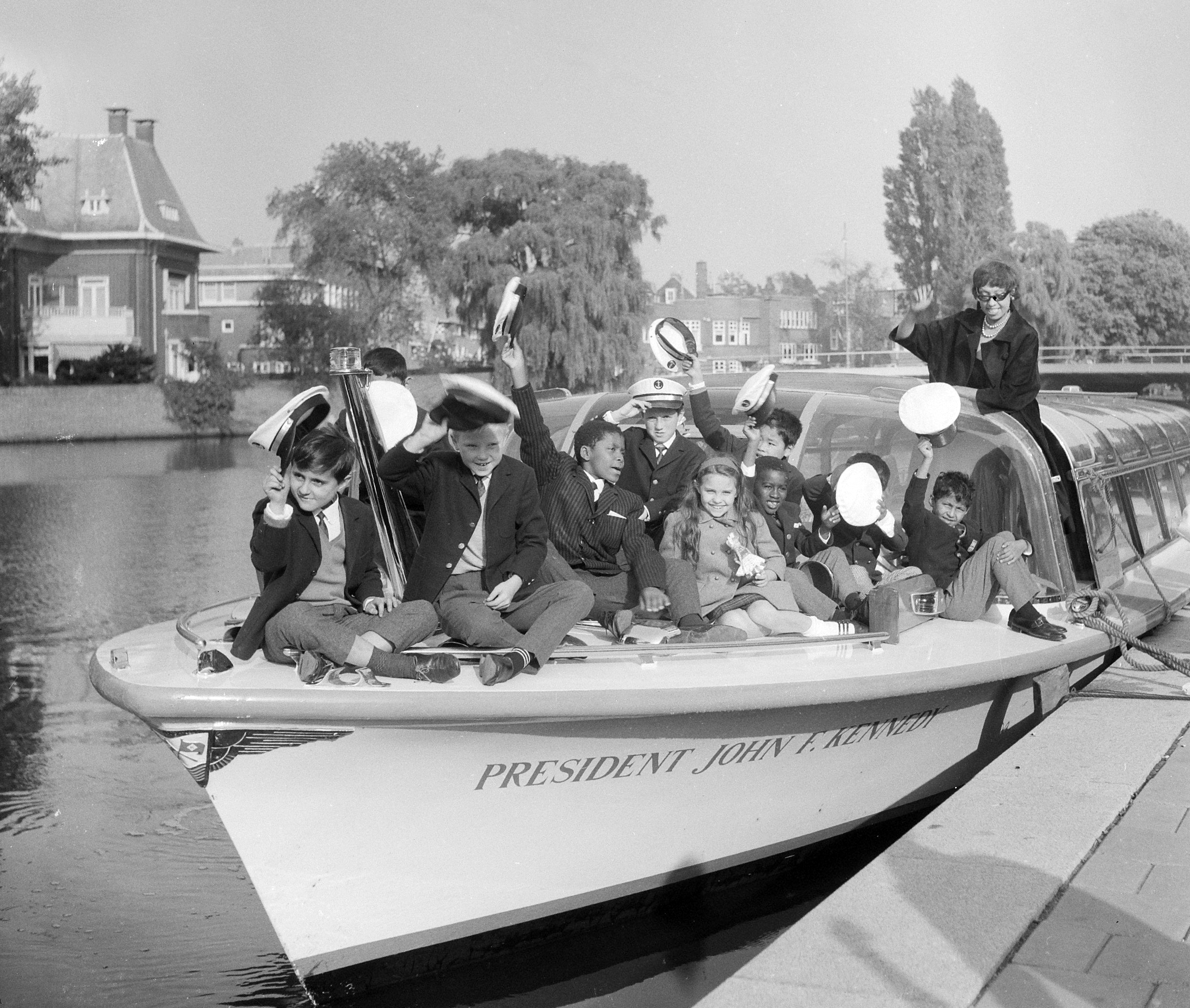
Josephine Baker i deu dels seus dotze fills adoptats en un vaixell turístic a Amsterdam (Països Baixos), 4 d'octubre de 1964
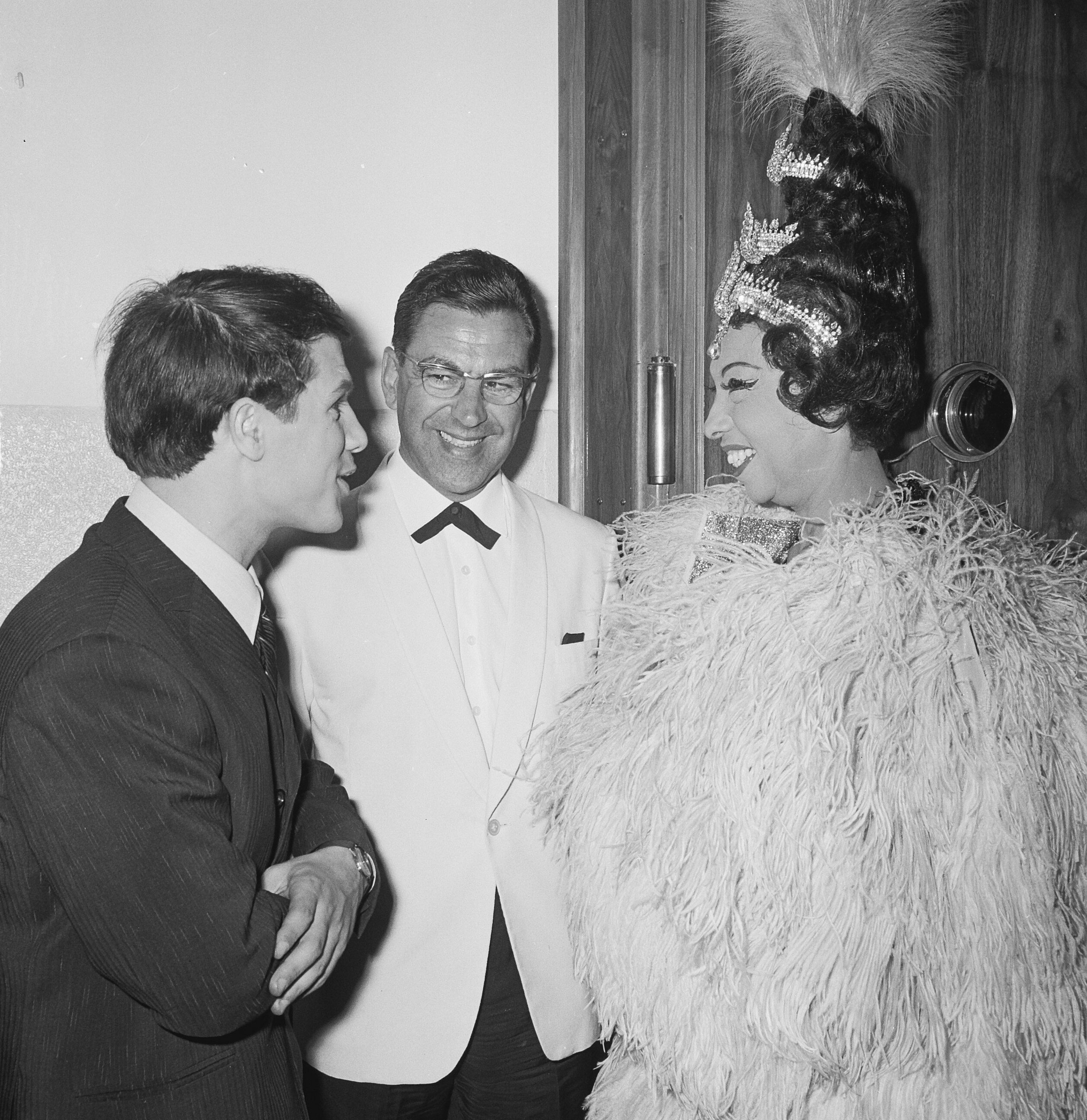
Salvatore Adamo, Lou van Rees i Joséphine Baker a la Gran Gala del Disc, el 4 d'octubre de 1964, al Concertgebouw d'Amsterdam
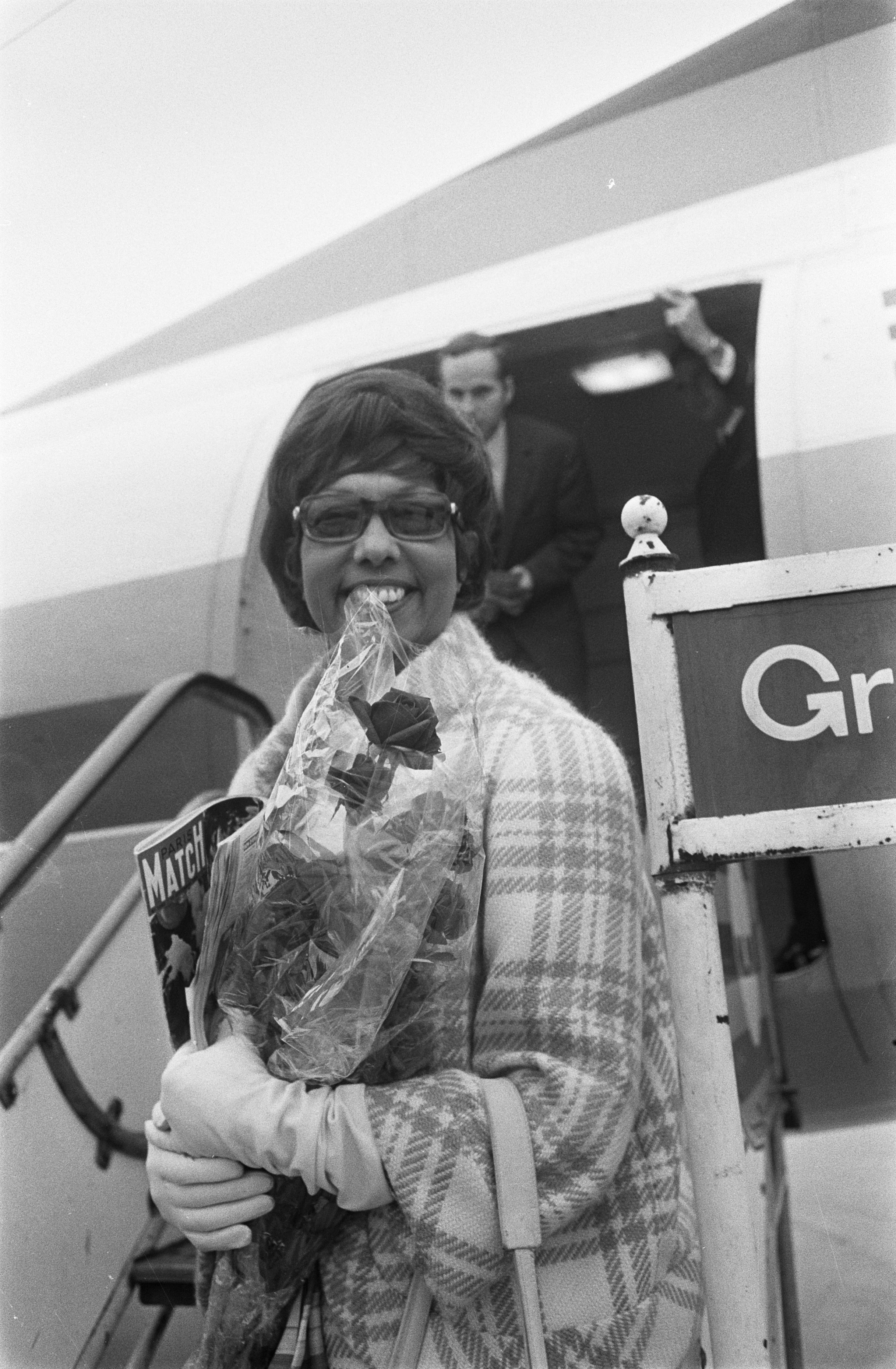
10 de setembre de 1969 a l'aeroport d'Amsterdam-Schiphol (Fons dels Arxius Nacionals (Països Baixos)

Emocionada i preocupada per la seva angoixa, Brigitte Bardot va participar immediatament en els mitjans de comunicació en el rescat i va enviar un important xec a Joséphine, a qui encara no coneixia directament. Tanmateix, el castell es va vendre finalment per una desena part del seu valor el 1968. Emparant-se en la llei francesa, després d'haver viscut a l'única cuina del castell i fins i tot passar una nit fora davant de la porta, va obtenir un ajornament que li va permetre de romandre al castell fins al 15 de març de 1969.
Jean-Claude Brialy l'ajuda i l'acull al seu cabaret La Goulue per actuar regularment a París. Després de la seva violenta expulsió del Château des Milandes, va estar hospitalitzada durant un temps, però ràpidament va trobar la força necessària per a garantir l'espectacle. Els dilluns, el seu dia lliure, Joséphine viatja sola per Europa per complir compromisos a Brussel·les, Copenhaguen, Amsterdam o Berlín.
Tot i que Joséphine Baker estava pràcticament arruïnada, la princesa Grace de Mònaco, amiga de la cantant, d'origen estatunidenc i artista com ella, va oferir-li allotjament a Ròcabruna per a la resta de la seva vida, i la va convidar a Mònaco per als espectacles benèfics.
També ajudada per la Creu Roja, Joséphine Baker va tornar a l'etapa parisenca de l'Olympia el 1968, després a Belgrad el 1973, al Carnegie Hall el 1973, al Royal Variety Performance, i al Palladium de Londres el 1974. A París, va estar a la Gala del Circ el 1974.
El 1968, durant els fets de maig que van sacsejar el règim gaullista, va participar al capdavant de la gran manifestació de suport al president a l'avinguda dels Camps Elisis.
El 24 de març de 1975, per celebrar els seus cinquanta anys de carrera artística, va inaugurar la retrospectiva Joséphine a Bobino, de la qual el príncep Rainier III i la princesa Grace estaven entre els mecenes. A la sala hi havia, entre d'altres, Alain de Boissieu (gendre de Charles de Gaulle), Sophia Loren, Mick Jagger, Mireille Darc, Alain Delon, Jeanne Moreau, Tino Rossi, Pierre Balmain, i la princesa Grace de Mònaco com a convidada d'honor. L'espectacle, per al qual s'havien venut tots els seients amb setmanes d'antelació, no va obtenir més que crítiques extasiades. Després de l'espectacle, 250 persones van ser convidades a sopar al Bristol.

### La seva mort
El 9 d'abril de 1975, va tornar al seu apartament parisenc després de la seva catorzena actuació davant d'un públic entusiasta. L'endemà, el 10 d'abril, Joséphine Baker, víctima d'un ictus, va ser transportada en coma profund a l'Hospital de la Pitié-Salpêtrière, on va morir el 12 d'abril, als 68 anys.
Va rebre honors militars i es va celebrar un funeral catòlic el 15 d'abril de 1975 a l'església de la Madeleine de París. Després d'un funeral el 19 d'abril a l'església de Sant Carles de Montecarlo, va ser enterrada al cementiri de Mònaco.

## Com a artista
Tot i que inicialment Joséphine Baker va ser percebuda com una sensació exòtica, una afroamericana encantadora amb una influència increïble, va saber forjar-se una sòlida reputació en els nivells superiors de la societat parisenca, per la qual va arribar a encarnar el caràcter d'una «Venus de banús». Sabia utilitzar intel·ligentment aquesta imatge i manipular-la com volia, donant forma al seu propi personatge públic com a sinònim d'emancipació, simbolitzant totes les formes de llibertat (des del swing als drets civils, inclosa la lluita contra el feixisme), i només definint el seu destí a la seva manera.
Jean-Gabriel Domergue la va pintar nua en un quadre (1936) que va sortir a la venda pública a Lilla el 28 de març de 1999 (reproducció a La Gazette de l'Hotel Drouot núm. 11 del 12 de març de 1999, pàg. 177)

## Obres

### Filmografia
- 1927 : La Folie du jour, de Joe Francis.
- 1927 : Die Frauen von Folies Bergères, de Joe Francis i Max Obal (versió alemanya de la pel·lícula anterior).
- 1927 : La Revue des revues, de Joe Francis i Alex Nalpas.
- 1927 : La Sirène des tropiques, d'Henri Étiévant i Mario Nalpas (en el paper de Papitou).
- 1928 : Le Pompier des Folies Bergère (curtmetratge anònim).
- 1934 : Zouzou, de Marc Allégret (en el paper de Zouzou).
- 1935 : Princesse Tam Tam, d'Edmond T. Gréville (en el paper d'Aouïna del 92).
- 1940 : Moulin-Rouge, d'Yves Mirande et André Hugon.
- 1945 : Fausse alerte, de Jacques de Baroncelli (en el paper de Zazou Clairon).
- 1954 : An jedem Finger zehn, d'Erik Ode (en el paper d'una cantant).
- 1955 : Carosello del varietà, d'Aldo Bonaldi i Aldo Quinti.

### Operetes i comèdies musicals
- 1935 : La Créole, opereta en tres actes de Jacques Offenbach (adaptació francesa d'Albert Willemetz, representada al Théâtre Marigny).

### Cançons
- 1930 : «J'ai deux amours»; lletra de Géo Koger i Henri Varna amb música de Vincent Scotto. Escoltant atentament els enregistraments de l'època, ens adonem que va modificar la primera línia del cor de la seva cançó preferida («Tinc dos amors, el meu país i París ...»), que es va convertir després de la guerra en «Jo tinc dos amors, el meu país és París ... ».
Era la cançó preferida de Josephine Baker i, fins al final de la seva vida, quan entrava en un escenari, a un plató de televisió o fins i tot un restaurant o una discoteca, l'orquestra s'aturava i reproduïa els primers compassos del tema d'aquesta cançó. Una d'aquestes escenes es recull a la pel·lícula La Rumba (1987), on la cantant Vivian Reed interpreta el paper de Josephine Baker.
- 1930 : «La Petite Tonkinoise», adaptació de la cançó creada per Pierre Paul Marsalès «Polin» el 1906; lletra de Georges Villard, i música d'Henri Christiné i Vincent Scotto.
- 1934 : «C'est lui», canço de la pel·lícula Zouzou.
- 1934 : «Haïti», canço de la pel·lícula Zouzou; lletra d'Émile Audiffred, i música de Vincent Scotto.
- 1935 : «Sous le ciel d'Afrique», cançó de la pel·lícula Princesse Tam Tam, amb els Comedian Harmonists; lletra d'André de Badet, i música de Jacques Dallin.

I també, «Dis-moi Joséphine» (adaptació francesa de Marc Cab, Léo Lelièvre i Henri Varna de la cançó hongaresa «Gyere Josephine»; lletra de Laszlo Szilagyi, i música de Zerkovitz Bela), «Chant d'amour de Tahiti», «Doudou», «Mon cœur est un oiseau des îles», «Nuit d'Alger,» «Sans amour», «Bye Bye Blackbird», «Dans mon village», «C'est si facile de vous aimer», «Paris...Paris», «De temps en temps», «Vous faites partie de moi», «C'est un nid charmant», «Si j'étais blanche», «Sur deux notes», «J'attendrai», «La conga blicoti», «Chiquita Madame», «Sérénade Céleste», «Donnez-moi la main», «Paris, mes amours», «Bésame mucho», «You're driving me crazy», «Voulez-vous de la canne à sucre?», «Mayari», «Madiana», etc.

## Vida sentimental
Entre els homes que han format part de la vida sentimental de Joséphine Baker hi ha:
- Willie Wells: 1919-1920 (divorci). Als tretze anys es va casar amb aquest treballador d'una foneria que el va conèixer quan ella treballava de cambrera. El seu matrimoni va acabar quan Joséphine li va trencar una ampolla al cap.
- William Howard Baker: 1921-1923 (divorci). Viatjant al nord dels Estats Units d'Amèrica amb el grup d'artistes de carrer itinerant Dixie Steppers, es va casar, als quinze anys, amb William Baker, un noi que treballava en un dels hotels de luxe de Pullman Hotels and Resorts, a Filadèlfia. El va deixar per anar a París, conservant el seu nom, que va passar així a la posteritat.
- Giuseppe Abatino (conegut com a «Pepito»): 1926-1936. Es diu que la unió entre l'actriu i aquest picapedrer italià mai ha tingut una base legal. Va organitzar per a ella una gira mundial que va començar el març de 1928. Àustria, Hongria, Iugoslàvia, Dinamarca, Romania, Txecoslovàquia, Alemanya, Països Baixos, Argentina, Xile, Uruguai, i Brasil. A tot arreu, el seu pas va suscitar controvèrsia i va augmentar la seva popularitat, contribuint fortament a la venda dels seus discos i les seves Memòries. El fracàs dels Ziegfeld Follies va precipitar la seva ruptura sentimental.
- El 1929, durant el viatge amb vaixell de tornada del Brasil, l'arquitecte Le Corbusier es va enamorar de Joséphine Baker. De la seva trobada encara hi ha dibuixos de Joséphine fets per l'arquitecte, encara solter en aquella data, però sembla que aquesta possible relació és només un rumor.
- Jean Lion: 1937-1940 (divorci). En casar-se el 30 de novembre de 1937 a Crèvecœur-le-Grand amb aquest jove empresari jueu de 27 anys que va fer fortuna amb sucre refinat, Joséphine va rebre la nacionalitat francesa.
- Jo Bouillon: 1947-1961 (separació el 1957, divorci el 1961). Aquest director d'orquestra de Montpeller acompanyava Georgius, Mistinguett, Maurice Chevalier i Joséphine a París i de gira. Joséphine va viure amb ell al Château des Milandes. Va patir un avortament involuntari molt violent al seu costat. Després d'això, formen i duen a terme el seu projecte junts per adoptar nens de diferents nacionalitats, per tal de demostrar que la convivència de diferents «races» pot funcionar. Finalment, adopten dotze infants.
- Robert Brady: 1973-1974. Va conèixer aquest artista i col·leccionista d'art estatunidenc durant una de les seves estades als Estats Units d'Amèrica. Donats els fracassos dels seus quatre matrimonis anteriors, decideixen casar-se en una església buida a Acapulco (Mèxic), però se separen un any després.

Joséphine Baker era bisexual. Casada amb diversos homes, també va mantenir relacions sentimentals amb dones al llarg de la seva vida adulta. Tanmateix, mai va revelar aquest aspecte de la seva personalitat al seu públic. Entre les seves amants famoses hi ha l'escriptora francesa Colette i Frida Kahlo. Jean-Claude Baker, un dels seus fills, esmenta a la biografia sobre la seva mare sis de les seves amants: Clara Smith, Evelyn Sheppard, Bessie Allison, Mildred Smallwood (a les quals va conèixer durant els primers anys als escenaris dels Estats Units), la seva compatriota afroamericana expatriada Ada «Bricktop» Smith, i la novel·lista francesa Colette (després de traslladar-se a París).
Tot i la seva pròpia bisexualitat i el seu compromís contra el racisme (sobretot amb la seva participació en certes accions del moviment pels drets civils dels afroamericans), va ser capaç de mostrar homofòbia; per exemple, va expulsar un dels seus fills de casa seva, Jarry Bouillon Baker, i el va enviar al seu pare, perquè era homosexual. Segons ella, temia que infectés els seus germans.

## Homenatges

### Homenatges artístics
- Cap al 1928, l'artista estatunidenc Alexander Calder va produir una obra d'estructura de filferro, «Joséphine Baker IV», exposada al Centre Pompidou de París.
- El cantautor britànic i francòfil Bill Pritchard homenatja Joséphine Baker en dues de les seves cançons: «The Invisible State» (1986) i «Sheltered Life» (1987), sobretot per la seva lluita contra el racisme als Estats Units i per haver assumit amb coratge la seva vida de dona alliberada, molt per endavant del seu temps.
- El cantautor italo-belga Salvatore Adamo ret homenatge a Joséphine Baker a la cançó «Noël sur les Milandes» (àlbum Petit Bonheur, 1970).
- El 3 de juny de 2006, per celebrar el centenari del seu naixement, es va inaugurar una estàtua de bronze al Château des Milandes, en presència del seu fill gran Akio i de Sonia Rolland. Aquesta estàtua va ser encarregada per l'associació Opération Joséphine a l'escultora Chouski. Aquesta associació volia retre homenatge a tres aspectes de la personalitat de Joséphine Baker: la seva acció de resistència durant la Segona Guerra Mundial, la seva lluita contra el racisme i l'adopció dels seus dotze fills.
- El juliol de 2006, Pierrette Dupoyet va crear un espectacle per al Festival d'Avignon: Joséphine Baker, un pli pour vous… retratant el dolorós episodi de l'expulsió de Milandes.[52]
- L'album Hommage à Joséphine, realitzat pel DJ Cédric Gervais pel centenari del naixement de Joséphine, barreja música electrònica contemporània i sons d'època; va ser produït pel segell Ethnic Music amb l'acord dels fills de Joséphine.
- El 2007 i 2008, li va ser dedicada la comèdia musical Jo et Joséphine. Dirigits per Jacques Pessis, els artistes principals són Grégori Baquet i Aurélie Konaté. Va ser nominada al Marius a la millor interpretació femenina en un paper protagonista.[53][54]
- La pel·lícula L'Autre Joséphine, coescrita per Philip Judith-Gozlin i Brian Bouillon-Baker, fills de Joséphine Baker, dirigida per Philip Judith-Gozlin, estrenada el 2009, va ser produïda per la companyia audiovisual Golda Production.
- L'opereta Simenon et Joséphine, composta per Patrick Laviosa, pren el pretext de la reunió (real) de Joséphine Baker i Georges Simenon per descriure la carrera dels dos personatges. Va ser creada a l'Opéra de Liège i finançada per la regió valona.
- Joséphine Baker és un personatge recurrent de la sèrie de còmics Odilon Verjus escrita per Yann Le Pennetier i dibuixada per Laurent Verron. Apareix als volums 4, 6 i 7.
- La bella agent Joé és un personatge recurrent de la sèrie de còmics Les Brigades du temps escrita per Kris i dibuixada per Bruno Duhamel. A més del seu nom i la seva aparença física que la converteix en el doble de Joséphine Baker, el personatge és un dels millors agents de les brigades de l'època, una referència indirecta al paper històric que va jugar Josephine Baker en els serveis secrets durant la guerra.

### Indrets dedicats
- El 2000, un indret del 14è districte de París va prendre el nom de «Plaça Joséphine-Baker» en homenatge seu.
- Bertrand Delanoë, alcalde de París, va decidir el juny del 2006 (un segle després del naixement de l'artista) donar el seu nom a la piscina pública flotant al Sena, la piscina Joséphine-Baker, inaugurada el juliol del 2006 al 13è districte de París, al peu de la nova passarel·la Simone-de-Beauvoir.
- Des del 2008, el carreró Joséphine-Baker de Nantes, un carrer secundari del Boulevard de la Prairie-au-Duc, al districte de l'illa de Nantes, li ret homenatge.
- La llar d'infants Joséphine Baker es va obrir a Montpeller el 2012.[55]

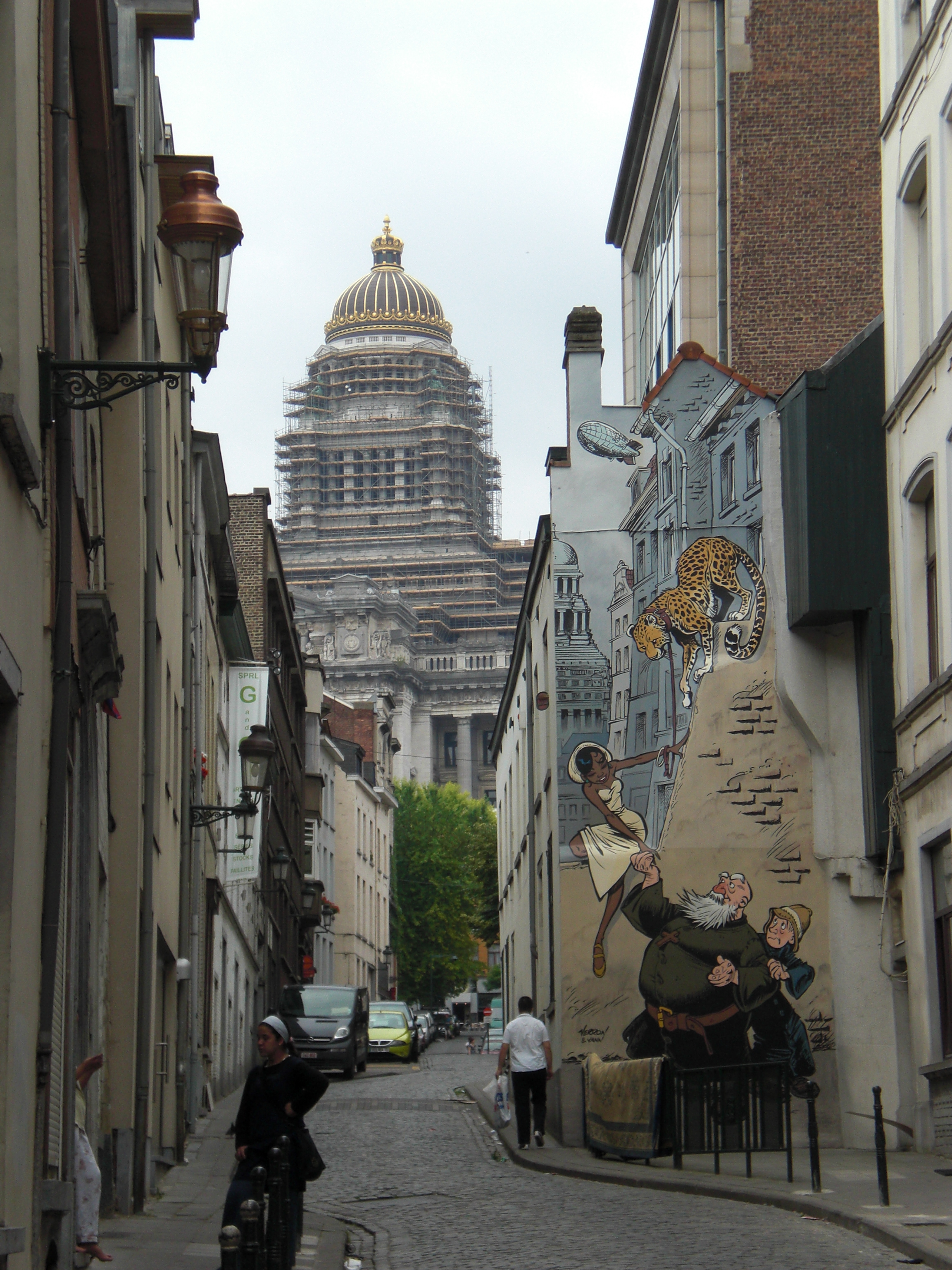
Façana d'un edifici que representa una escena d'Odilon Verjus al carrer dels Caputxins de Brussel·les
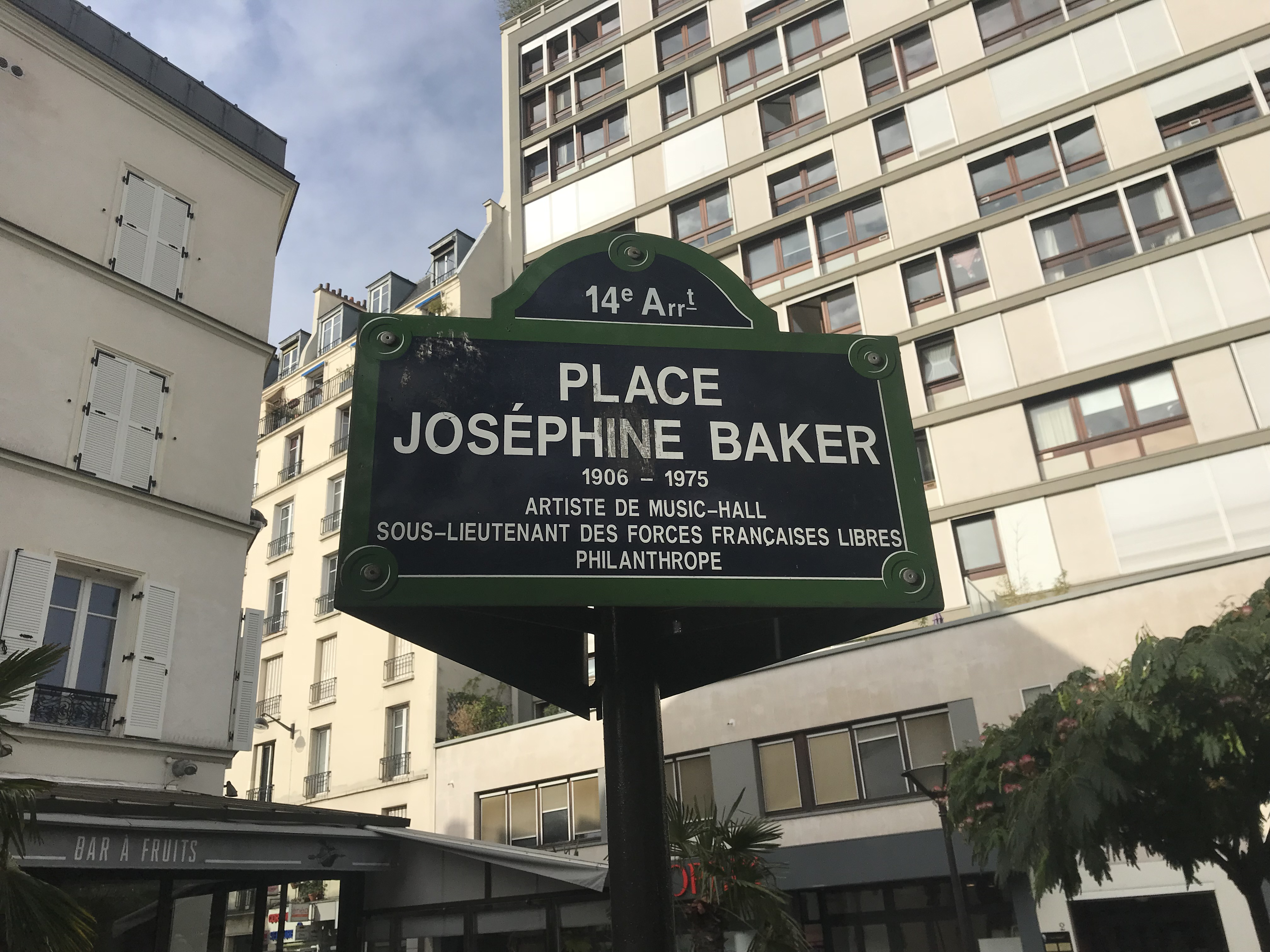
Plaça Joséphine-Baker al 14è districte de París
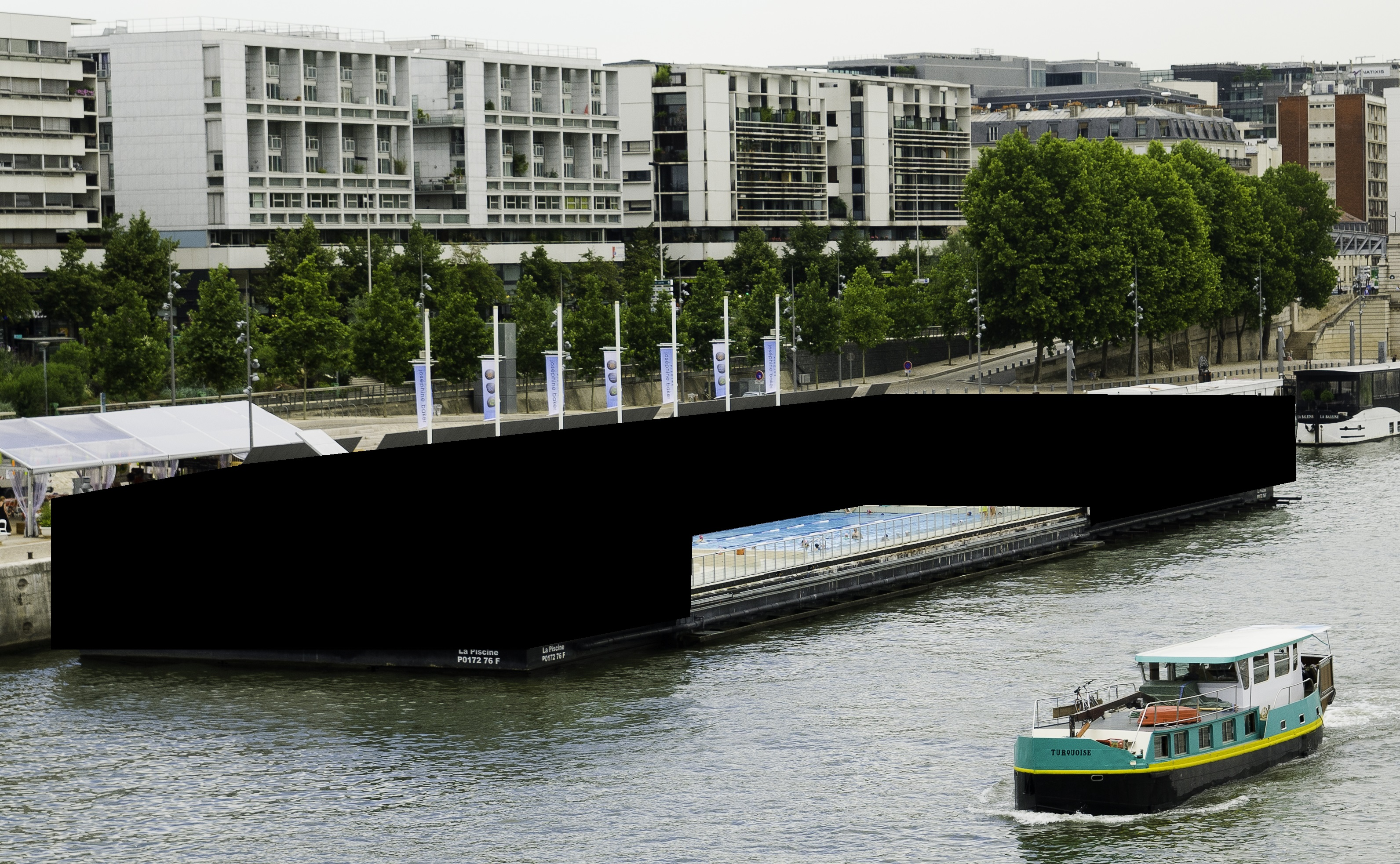
Piscina flotant de Joséphine Baker en configuració «oberta» al Sena, al 13è districte de París

- Altres hodònims també li reten homenatge: carreteres a Saint-Crépin-d'Auberoche i Villefranche-de-Lonchat, avingudes a Sarlat-la-Canéda i Vézac (Dordonya), residència universitària a Pessac, carrers a Brive-la-Gaillarde, Couzeix, Almere (Països Baixos) i Bergerac, una plaça d'Athis-Mons, un carreró de Feytiat, a més d'un bulevard a la seva ciutat natal de Saint-Louis (Missouri).
- Des del 1994, un cràter venusià ha estat nomenat «Baker» honor seu.[56]

## Condecoracions
- Dama de la Legió d'Honor.
- Creu de Guerra 1939-1945, amb palma de bronze.
- Medalla de la Resistència, amb roseta.
- Medalla commemorativa dels serveis voluntaris a la França Lliure.
- Medalla commemorativa francesa de la guerra 1939-1945.

L'agost de 2021 es va anunciar que el novembre del mateix any Joséphine Baker entraria al Panteó de París. Era la primera dona negra en rebre un dels màxims honors de França.